# Chiesa di San Bartolomeo (San Bartolomeo al Mare)
La chiesa di San Bartolomeo è un luogo di culto cattolico situato nel comune di San Bartolomeo al Mare, tra piazza Giuseppe Verdi e piazza Cesare Abba, in provincia di Imperia. La chiesa è sede della parrocchia omonima del vicariato di Diano Marina della diocesi di Albenga-Imperia.

## Storia e descrizione

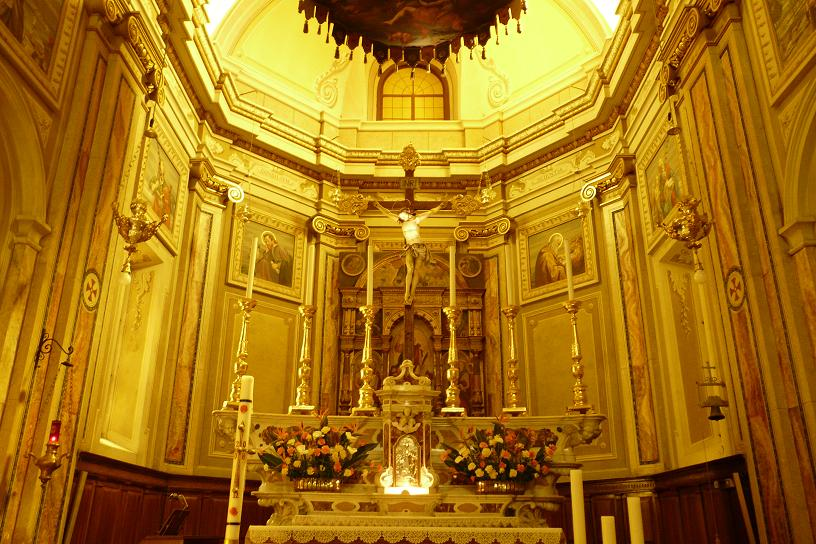
L'altare maggiore

La parrocchiale è situata nell'omonima borgata, da cui il comune trae la denominazione e dove si trova la sede municipale.
L'originale struttura risaliva al medioevo (si ipotizza una fondazione da parte dei monaci benedettini), ma il devastante terremoto del 23 febbraio 1887, che sconvolse le tutto il Golfo di Diana, cancellò definitivamente il primario stile architettonico, conservandone solamente il campanile del XIV secolo. L'attuale costruzione, quindi, avvenne in un periodo posteriore al fenomeno tellurico.
All'interno sono custodite opere di pregio tra le quali un fonte battesimale marmoreo del 1483. Tra i dipinti conservati vi si trovano il polittico di San Bartolomeo e santi di Raffaello e Giulio de Rossi, del 1562, e due tele raffiguranti la Vergine Maria.